# Рьез (кантон)
Рьез (фр. Riez) — кантон во Франции, находится в регионе Прованс — Альпы — Лазурный Берег, департамент Альпы Верхнего Прованса. Входит в состав округа Динь-ле-Бен.
Код INSEE кантона — 0421. Всего в кантон Рьез входит 9 коммун, из них главной коммуной является Рьез.

## Коммуны кантона
| Коммуна             | Население, чел. (1999) | Почтовый индекс | Код INSEE |
| ------------------- | ---------------------- | --------------- | --------- |
| Альмань-ан-Прованс  | 379                    | 04500           | 04004     |
| Кенсон              | 350                    | 04500           | 04158     |
| Монтаньяк-Монпеза   | 321                    | 04500           | 04124     |
| Пюимуассон          | 551                    | 04410           | 04157     |
| Румуль              | 631                    | 04500           | 04172     |
| Рьез                | 1 667                  | 04500           | 04166     |
| Сен-Лоран-дю-Вердон | 74                     | 04500           | 04186     |
| Сент-Круа-дю-Вердон | 102                    | 04500           | 04176     |
| Эспаррон-де-Вердон  | 312                    | 04800           | 04081     |

## Население
Население кантона на 2007 год составляло 5 144 человека.
| 1962  | 1968  | 1975  | 1982  | 1990  | 1999  | 2006  | 2007  | 2008 |
| ----- | ----- | ----- | ----- | ----- | ----- | ----- | ----- | ---- |
| 2 664 | 3 000 | 3 147 | 3 539 | 4 043 | 4 387 | 5 037 | 5 144 | —    |